# Løgtingswahl 1943
- Sozialdemokraten: 5
- Unionisten: 8
- Volkspartei: 12

Die Løgtingswahl 1943 auf den Färöern fand am 24. August des Jahres statt. Sie wird deshalb auch Bartalsmessuvalið genannt. Es war die einzige Wahl, die unter der britischen Besatzung während des Zweiten Weltkrieges stattfand.

## Die Wahl
Die Wahl war ein regelrechter Triumph für den Fólkaflokkurin, der über 16 Prozent Stimmanteil hinzu gewinnen konnte und seine Sitze von sechs auf 12 verdoppelte. Fólkaflokkurin war nun mit über 40 Prozent zur größten Partei im Parlament geworden.
Großer Verlierer dieser Wahl war wieder der Sjálvstýrisflokkurin, dessen Stimmanteil erneut eingebrochen war und nun bei 10 Prozent lag. Noch verheerender war aber, dass aufgrund einer Wahlgesetzänderung Bedingungen für den Einzug ins Parlament erfüllt werden mussten, die die Partei nicht vollständig erfüllen  konnte. Sie erhielt deshalb trotz 10-prozentigem Stimmanteil keinen Sitz im Løgting. Es war ein Niedergang ohne Beispiel, denn der Sjálvstýrisflokkurin war noch bis zur Wahl 1940 mit 7 Abgeordneten die zweitgrößte Partei im Løgting gewesen.
Allerdings mussten auch die beiden anderen großen Parteien leichte Verluste hinnehmen. Sambandsflokkurin und Javnaðarflokkurin kamen zusammen auf 13 Abgeordnete und damit hatte der in Richtung Dänemark orientierte Block trotz des großen Wahlerfolgs des Fólkaflokkurin weiterhin eine knappe Mehrheit im Parlament.

## Ergebnisse der Løgtingswahl vom 24. August 1943
Mit dieser Wahl wurde die Gesamtzahl der Abgeordnetensitze im Løgting von 24 auf 25 erhöht. An der Wahl hatten sich vier Parteien beteiligt, von denen eine Partei den Einzug ins Parlament nicht schaffte.
| Partei                   | Stimmen | Prozent | Sitze |  |
| ------------------------ | ------- | ------- | ----- |  |
| A – Fólkaflokkurin       | 4.010   | 41,5    | 12    |  |
| B – Sambandsflokkurin    | 2.736   | 28,3    | 8     |  |
| C – Javnaðarflokkurin    | 1.919   | 19,9    | 5     |  |
| D – Sjálvstýrisflokkurin | 1.001   | 10,4    | 0     |  |
| Gesamt                   | 9.666   | 100     | 25    |  |